# 碧玉渓

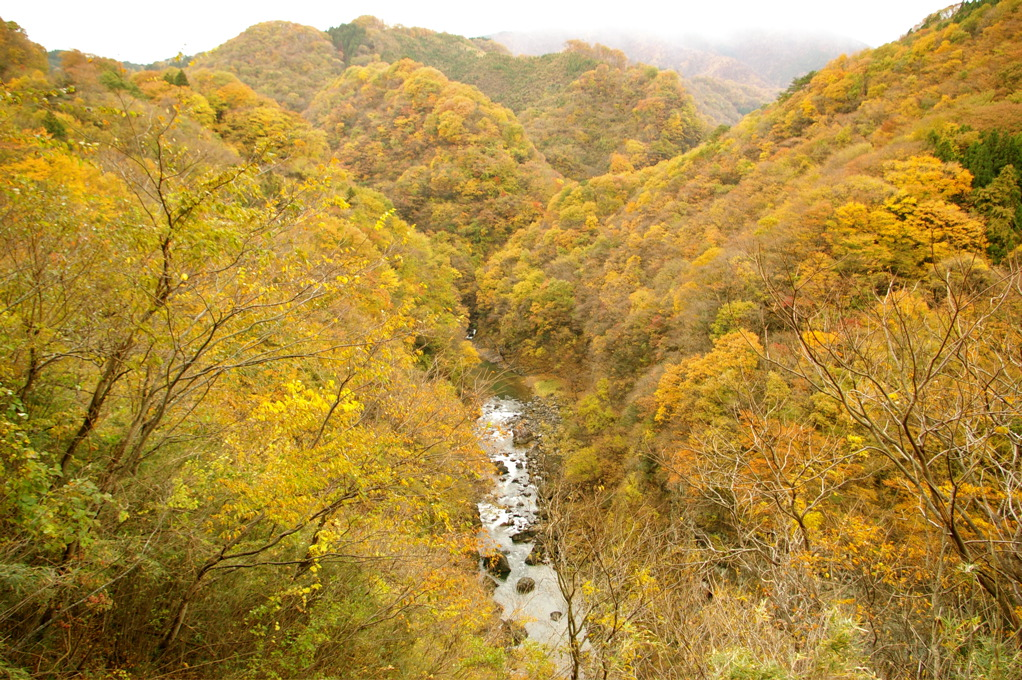
秋の碧玉渓

碧玉渓（へきぎょくけい）は宮城県白石市にある渓谷である。

## 概要
白石市の西部、小原地区を流れる白石川が造り出した渓谷で、そのため地名をとって小原渓谷とも呼ばれる。命名は明治時代にこの渓谷を訪れ、透き通るような碧と、玉のような美しさに感銘した徳富蘇峰によってなされた。「碧」の時はその美しい色合いを表すと共に、また分解すると「白石王」ともなり、そのため蘇峰はこの地をことさら気に入っていたとも言われる。
すぐ上流には温泉があり、そこから渓谷を縫って遊歩道が伸びている。渓谷の観賞はおもにこの遊歩道を使って行われる。渓谷を為す山の上方には国道113号が通っており、同乗者はその通行の際、車窓から一部の景色を楽しむ事が出来る。
年間を通して、色とりどりの美しさを見せるが、とりわけ紅葉の美しさで知られる。またこの地の名物料理として名高い白石温麺も、渓谷周辺の温泉地や街場などで食す事が出来る。